# 何應奇
何應奇（？—？），字遇夫，號峴昇，河南河南府陝州（今屬三門峽市）人，民籍，明朝政治人物。

## 生平
萬曆七年（1579年）己卯科河南鄉試第二十名，萬曆十一年（1583年）癸未科會試第一百七十四名，登三甲第一百七十名進士。都察院觀政，本年终养，丁憂。服闋，授工部主事，十六年升员外郎，十九年升署郎中，本年十二月升山西佥事，二十二年升本省参议。

## 家族
曾祖何澄；祖父何彪；父何廷秀。母史氏。